# Ad26.COV2.S
A Ad26.COV2.S ou JNJ-78436735 ou vacina COVID-19 da Janssen é uma vacina contra covid-19 desenvolvida pela Janssen-Cilag, a  empresa farmacêutica da Johnson & Johnson (J&J).
Testes clínicos para esta vacina foram iniciados em junho de 2020, com a fase III envolvendo cerca de 43 000 pessoas. Em 29 de janeiro de 2021, Janssen anunciou que 28 após a vacinação, a vacina era 66% eficiente no regime de uma dose na prevenção de casos sintomáticos de COVID-19, com 85% de eficácia em prevenir casos sérios e 100% de eficácia na prevenção de hospitalização ou morte causada pelo vírus.
A vacina recebeu uma autorização para uso de emergência nos Estados Unidos (EUA) no final de fevereiro de 2021.

## História
A vacina está sendo desenvolvida através do estudo nomeado Ensemble ou VAC31518COV3001, realizado m parceria com os Institutos Nacionais de Saúde dos Estados Unidos (National Institutes of Health – NIH) através da CoVPN (Rede de Prevenção a COVID-19 do NIH). Inicialmente estava prevista a participação de 45 a 60 mil voluntários nos Estados Unidos (EU), na América Latina (Argentina, Brasil, Chile, Colômbia, México e Peru) e África do Sul.
O estudo de fase 1/2 com a vacina candidata foi iniciado em julho de 2020, nos EU e na Bélgica.

### Eventos adversos graves
Em outubro de 2020, após um voluntário dos EU ter apresentado um evento adverso grave, os testes foram temporariamente suspensos. No Brasil eles foram retomados logo depois, após a Anvisa considerar que a relação benefício e risco se mantinha favorável.
Em janeiro de 2021 uma voluntária brasileira também teve uma reação grave, mas a Anvisa autorizou a continuação dos testes, já que a Janssen considerou que a reação não estava relacionado à vacina.
Em 13 de abril de 2021, a Food and Drug Administration dos Estados Unidos anunciou que a vacinação seria pausada temporariamente "por cautela" após seis pessoas terem desenvolvido raros coágulos sanguíneos. Àquela data, 6,8 milhões de pessoas já haviam sido imunizadas com a Ad26.COV2.S no país.

### Testagens

#### Fase 1 e 2
O estudo de fase 1/2 foi um estudo duplo-cego, randomizado e controlado por placebo com voluntários dos EU e da Bélgica e publicados no medRxiv. Nestas fases o estudo indicou que os eventos adversos mais frequente foram dor no local da injeção, fadiga, cefaleia e mialgia, que após 14 dias da aplicação da primeira dose da vacina 80% a 83% das pessoas tinham tido resposta imunológica das células T CD4. O esquema inicial do estudo previa o uso de duas doses, que foram aplicadas em 402 pessoas de 18 a 55 anos e em  394 idosos saudáveis. A conclusão da Jannsen foi de que "o perfil de segurança e imunogenicidade após apenas uma dose única dão suporte para o desenvolvimento clínico adicional da Ad26.COV2.S".

#### Fase 3
A Fase 3 foi um estudo randomizado, duplo-cego e controlado por placebo, com o objetivo de avaliar a segurança e eficácia da vacina em dose única em comparação a o placebo. Mais de 40 mil voluntários com idades acima de 18 anos, incluindo pessoas com mais de 60 anos, participaram dos testes, realizados no Brasil, na Argentina, Chile, Colômbia, México, Peru, África do Sul e Estados Unidos.
O Brasil, através do INI/Fiocruz integra a Rede CoVPN, foi país que incluiu o maior número de voluntários.

## A vacina

### Fórmula
A vacina é composta de um vetor recombinante, não replicante, de adenovírus tipo 26 (Ad26), construído para codificar a proteína S (Spike) do vírus Sars-CoV-2.

### Posologia e modo de usar
A vacina deve ser aplicada em dose única, o que foi visto como uma grande vantagem, já que as inicialmente liberadas no mundo todo, até o final de fevereiro de 2021 (da Pfizer, da Moderna, de Oxford-Astrazeneca, a CoronaVac e a Sputnik V), necessitavam todas de uma segunda aplicação, em prazos de variavam de 2 a 8 semanas após a primeira aplicação.

### Armazenamento
Outra vantagem da vacina da Jannsen é o armazenamento, que pode ser feito em geladeiras comuns. As vacinas da Pfizer e da Moderna, feitas a partir da tecnologia de mRNA, precisavam, por exemplo, refrigeração de cerca de -70ºC.

### Eficácia
No dia 29 de janeiro de 2021 a Jannsen anunciou que a vacina tinha 66% de eficácia geral e de 85% na prevenção de casos graves. Segundo a empresa, 43.783 voluntários haviam participado do estudo. "Entre todos os participantes, incluindo aqueles infectados com as novas cepas do vírus, a vacina da Janssen foi 66% eficaz em geral na prevenção de covid moderada a grave, 28 dias após a vacinação. O início da proteção foi observado já no dia 14. O nível de proteção contra a infecção moderada a grave foi de 72% nos Estados Unidos, 66% na América Latina e 57% na África do Sul, 28 dias após a vacinação", informou a J&J.

### Reações adversas
Os efeitos colaterais mais comuns foram dor no local da injeção, dor de cabeça, fadiga, dores musculares e náuseas. A maioria desses efeitos colaterais ocorreu 1-2 dias após a vacinação, foram de gravidade leve a moderada e duraram 1-2 dias.
Em 13 de abril de 2021, a Food and Drug Administration relatou seis casos raros de coágulos sanguíneos.

## Aprovação para uso emergencial
Em 27 de fevereiro de 2021, a FDA dos Estados Unidos concedeu uma Autorização de Uso Emergencial (EUA) para o imunizante no país.

## Comercialização e preço
No dia em que anunciou o resultado final dos testes de Fase 3, a empresa também anunciou que pretende vender o imunizante sem lucro e que vai pedir a liberação para uso emergencial na primeira semana de fevereiro. "A empresa está empenhada em produzir uma vacina covid-19 acessível, sem fins lucrativos, para uso durante a pandemia", divulgou a J&J em seu comunicado.